# Wuppertal-Vohwinkel
Wuppertal-Vohwinkel – stacja kolejowa w Wuppertalu, w kraju związkowym Nadrenia Północna-Westfalia, w Niemczech. Znajdują się tu 4 perony.